# Būteh Deh
Būteh Deh (persiska: بوته ده) är en ort i Iran.   Den ligger i provinsen Mazandaran, i den norra delen av landet, 110 km nordost om huvudstaden Teheran. Būteh Deh ligger 35 meter över havet och antalet invånare är 174.
Terrängen runt Būteh Deh är platt åt nordost, men åt sydväst är den kuperad.Runt Būteh Deh är det ganska glesbefolkat, med 47 invånare per kvadratkilometer. Närmaste större samhälle är Āmol, 12,1 km öster om Būteh Deh. Trakten runt Būteh Deh består till största delen av jordbruksmark.